# George Condo

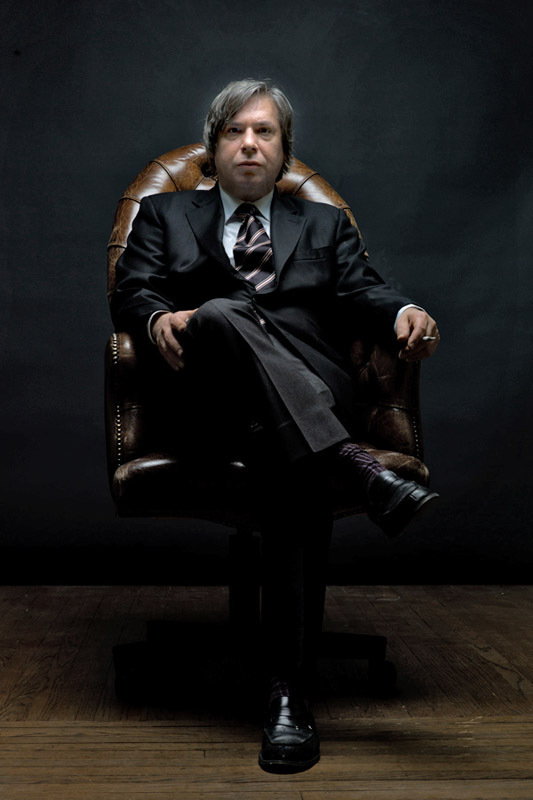
George Condo

George Condo (geb. 1957 in Concord, New Hampshire (USA)) is een Amerikaans kunstenaar, die schilderijen en beeldhouwwerken maakt. Condo's werken zijn vaak cartoonesk en soms controversieel. In 2010 ontwierp hij een cd-hoes voor Kanye West, waarop de rapper met een demonische blik werd afgebeeld.
In 2011 heeft het New Museum of Contemporary Art in New York een overzichtstentoonstelling van deze kunstenaar opgezet onder de naam Mental States. Deze tentoonstelling is tot begin september 2011 te zien in Museum Boijmans Van Beuningen in Rotterdam. Daarna is het te zien in de The Hayward Gallery in London en de Schirn Kunsthalle in Frankfurt.
George Condo wordt vertegenwoordigd door Simon Lee Gallery in London en Skarstedt Gallery in New York.